# Domeykosaurus
Domeykosaurus ("Domeykův ještěr") je neformální rodové jméno, kterým je označen dosud formálně nepopsaný sauropodní dinosaurus z období pozdní křídy (asi před 85 až 66 miliony let). Šlo o titanosaurního sauropoda, žijícího na území dnešního Chile. Fosilie dinosaura objevili paleontologové David Rubilar a Alexander Vargas v roce 2003 na severu tohoto jihoamerického státu. Rodové jméno je poctou přírodovědci jménem Ignacy Domeyko, který v 19. století výrazně přispěl k přírodovědnému výzkumu v Chile. Celý vědecký binomen dinosaura by po popisu měl znít Domeykosaurus chilensis.

## Popis
Zachováno bylo asi 40% původního objemu kostry, což představuje rekord pro danou zemi. Domeykosaurus měřil na délku asi 7,6 metru a šířka jeho těla činila kolem dvou metrů, šlo tedy o velmi malého sauropoda (podle jiných odhadů ale mohl vážit až kolem 22 tun). Stavba těla byla rovněž velmi štíhlá a gracilní. Podle paleontologů se tito titanosaurní sauropodi živili převážně blahočety, tedy nahosemennými dřevinami z rodu Araucaria.